# Sokółka (województwo warmińsko-mazurskie)
Sokółka – osada w Polsce położona w województwie warmińsko-mazurskim, w powiecie elbląskim, w gminie Pasłęk, osada wchodzi w skład sołectwa Krosno.
W latach 1975–1998 miejscowość administracyjnie należała do województwa elbląskiego.
Inne miejscowości o nazwie "Sokółka": Sokółka